# Wingerode
Wingerode est une commune allemande située dans l'arrondissement d'Eichsfeld en Thuringe.

## Géographie

Situation de Wingerode dans l'arrondissement

Wingerode est située dans le centre de l'arrondissement, sur les rives de la Leine. La commune fait partie de la Communauté d'administration de la Leine et se trouve à 7 km à l'est de Heilbad Heiligenstadt, le chef-lieu de l'arrondissement et à 5 km à l'ouest de Leinefelde.
Communes limitrophes (en commençant par le nord et dans le sens des aiguilles d'une montre) : Steinbach, Hundeshagen, Leinefelde-Worbis, Geisleden et Bodenrode-Westhausen.

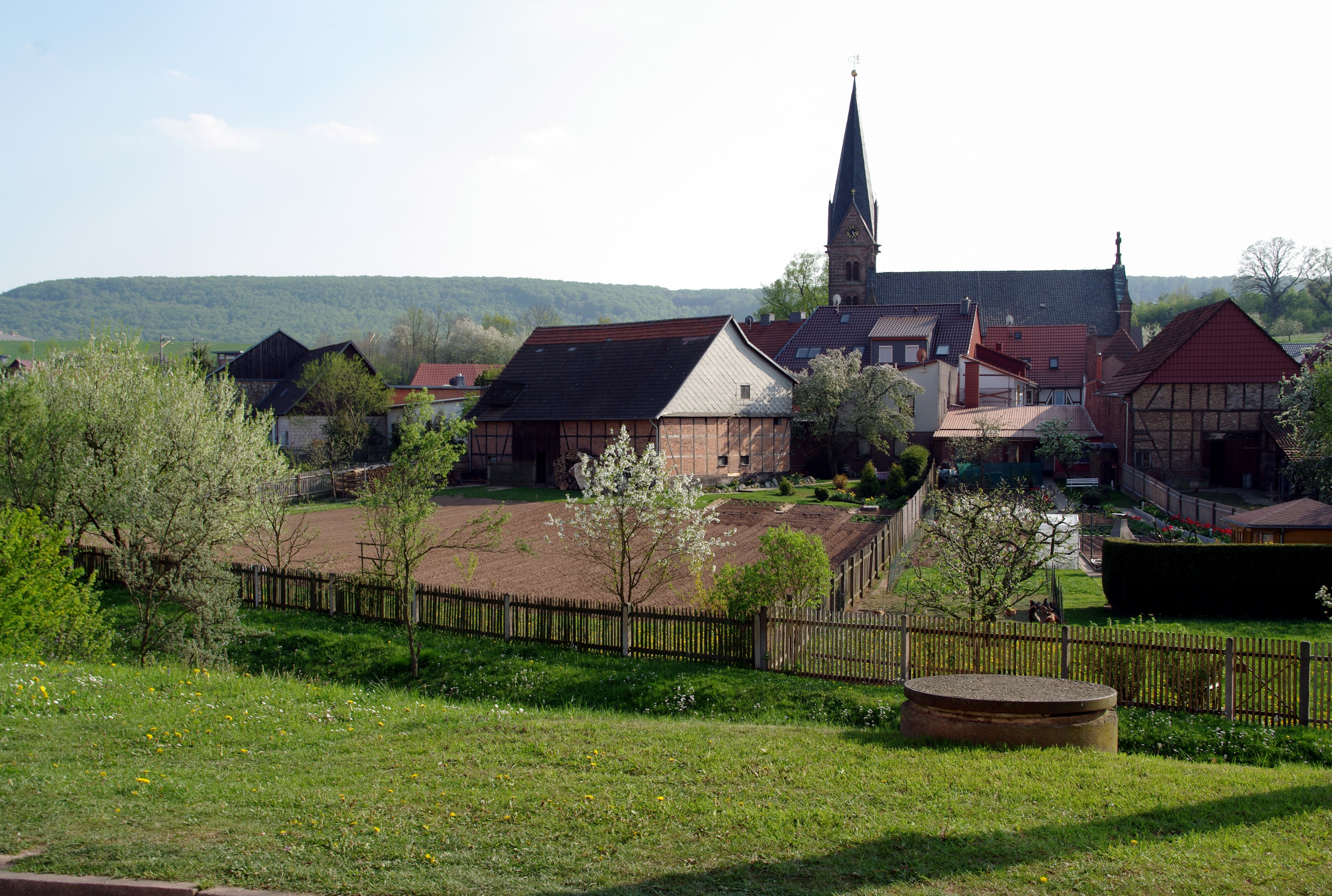
Vue du village de Wingerode

## Histoire
La première mention écrite du village date du 24 septembre 1146 sous le nom de Wichelderothe et émanant de l'archevêque de Mayence. En 1174, Henri le Lion, duc de Bavière et de Saxe, acquiert le village de la part de l'abbaye de Volkenroda.
Wingerode a appartenu à l'Électorat de Mayence jusqu'en 1802 et à son incorporation à la province de Saxe dans le royaume de Prusse et l'arrondissement de Worbis.
La commune fut incluse dans la zone d'occupation soviétique après la Seconde Guerre mondiale avant de rejoindre le district d'Erfurt en RDA jusqu'en 1990.

## Démographie
| 1910 | 1933  | 1939  | 1997  | 2000  | 2004  | 2010  |
| ---- | ----- | ----- | ----- | ----- | ----- | ----- |
| 938  | 1 147 | 1 103 | 1 224 | 1 254 | 1 276 | 1 233 |